# Pristimantis amydrotus
Espèce
Synonymes
- Eleutherodactylus amydrotus Duellman & Lehr, 2007

Statut de conservation UICN

 DD  : Données insuffisantes
Pristimantis amydrotus est une espèce d'amphibiens de la famille des Craugastoridae.

## Répartition
Cette espèce est endémique de la région de Cajamarca au Pérou. Elle se rencontre à environ 1 500 m d'altitude dans la cordillère Occidentale.

## Publication originale
- Duellman & Lehr, 2007 : Frogs of the genus Eleutherodactylus (Leptodactylidae) in the Cordillera Occidental in Peru with descriptions of three new species. Scientific Papers, Natural History Museum, University of Kansas, vol. 39, p. 1-13.